# Keleti Tamás
Keleti Tamás (Budapest, 1927. május 13. – Budapest, 1989. október 4.) biokémikus, a biológiai tudományok kandidátusa (1958) és doktora (1965), a Magyar Tudományos Akadémia levelező (1976), majd rendes (1987) tagja. A 20. század második felének meghatározó jelentőségű biokémikusa, az enzimológián belül a magyarországi enzimkinetikai – azaz az enzimek katalizálta kémiai reakciók vizsgálatára irányuló – kutatások iskolateremtő egyénisége volt.

## Életútja
Keleti (Klein) Zoltán (1895–1970) vegyészmérnök, gyárvezető és Langfelder Margit (1899–1949) fia. 1948-ban a budapesti Pázmány Péter Tudományegyetemen szerezte meg vegyészi oklevelét, tanulmányai során az ekkor a fővárosban tanító Szent-Györgyi Albert biokémia-előadásait is hallgatta. 1948–1949-ben a Debreceni Tudományegyetem kórbonctani intézetében volt demonstrátor, 1949–1950-ben gyakornok. 1950-ben a debreceni egyetemen vegyészdoktori oklevelet szerzett, ezt követően a kórbonctani intézet biokémiai laboratóriumának vezetésével bízták meg. Csakhamar – még 1950-ben – azonban tudományos segédmunkatársi kinevezést kapott az MTA szegedi Biokémiai Intézetében, ahol 1953-tól aspiránsként, 1956-tól tudományos munkatársként, 1963-tól tudományos főmunkatársként folytatta a kutatói munkát. Időközben 1961–1962-ben a hanoi egyetemen oktatott vendégprofesszorként. 1972-ben a Biokémiai Kutatóintézet – 1978 utáni nevén Szegedi Biológiai Központ Enzimológiai Intézet – igazgatóhelyettese lett, 1985-től haláláig pedig igazgatóként irányította az intézetben folyó kutatási tevékenységet.

## Munkássága
Az enzimszerkezet és enzimfunkció közötti összefüggésekre irányuló vizsgálataival a magyarországi enzimkinetika iskolateremtő egyénisége volt. Ez irányú kutatásai kiterjedtek az enzimek hatásmechanizmusára, az enzimek szupramolekuláris szerveződésére és egymás közötti, termodinamikai jellegű kölcsönhatásaira, az enzimek által katalizált biokémiai reakciók időbeli lefolyására, illetve az anyagcsere-szabályozás makromolekuláris szintű kölcsönhatásaira is. Részt vett több nemzetközi szakfolyóirat szerkesztőbizottsági munkájában.

## Társasági tagságai és elismerései
Tudományos eredményei elismeréseként 1976-ban a Magyar Tudományos Akadémia levelező, 1987-ben rendes tagjává választották. 1962-től a Magyar Biokémiai Társaság elnöke volt, 1981-től haláláig pedig a Nemzetközi Biokémiai Szövetség (International Union of Biochemistry) magyar nemzeti bizottságának elnöki tisztét töltötte be.
1961-ben Akadémiai Díjat kapott, 1974-ben pedig az Eötvös Loránd Tudományegyetem címzetes egyetemi tanárává avatták.

## Főbb művei
- Enzimkinetika. Budapest, Magyar Biokémiai Társaság, 1970, 195 p.
- Az enzimkinetika alapjai. Budapest, Tankönyvkiadó, 1971, 154 p.
Második, javított kiadás: Az enzimkinetika alapjai. Budapest, Tankönyvkiadó, 1976, 241 p.
- Mathematical models of metabolic regulation. Ed. by Tamás Keleti & Zsuzsa Lakatos. Budapest, Akadémiai, 1976, 259 p.
- Thermodynamic approach to enzyme action regulation and evolution. in: New trends in the description of the general mechanism and regulation of enzymes: Symposium on enzyme action. Budapest, Akadémiai, 1978, 107–130.
- Enzimkinetika. Budapest, Tankönyvkiadó, 1985, 374 p.
- Basic enzyme kinetics. Budapest, Akadémiai, 1986, 420 p.

## További irodalom
- Ovádi Judit: In memoriam Keleti Tamás (1927–1989). in: Biokémia XIII. 1989. 4. sz. 175–176.
- Friedrich Péter: Keleti Tamás. in: Magyar Tudomány 1990.